# Gare de Yashirochō
La gare de Yashirochō (社町駅, Yashirochō-eki) est une gare ferroviaire localisée dans la ville de Katō, dans la préfecture de Hyōgo au Japon. La gare est exploitée par la compagnie JR West, sur la ligne Kakogawa.
La gare possède pas de guichet, mais un distributeur de tickets automatique.

## Disposition des quais
La gare de Yashirochō est une gare disposant de deux quais et de deux voies.
| N° de voie  | Ligne      | Direction       |
| ----------- | ---------- | --------------- |
| Côté gare   | ▆ Kakogawa | Ao/Nishiwakishi |
| Côté opposé | ▆ Kakogawa | Kakogawa        |

## Gares/Stations adjacentes
| JR West            |                |                |                |                    |
| Direction Kakogawa | Ligne Kakogawa | Ligne Kakogawa | Ligne Kakogawa | Direction Tanikawa |
| Aonogahara         |                | Local 普通     |                | Takino             |